# Rotonde Castellani

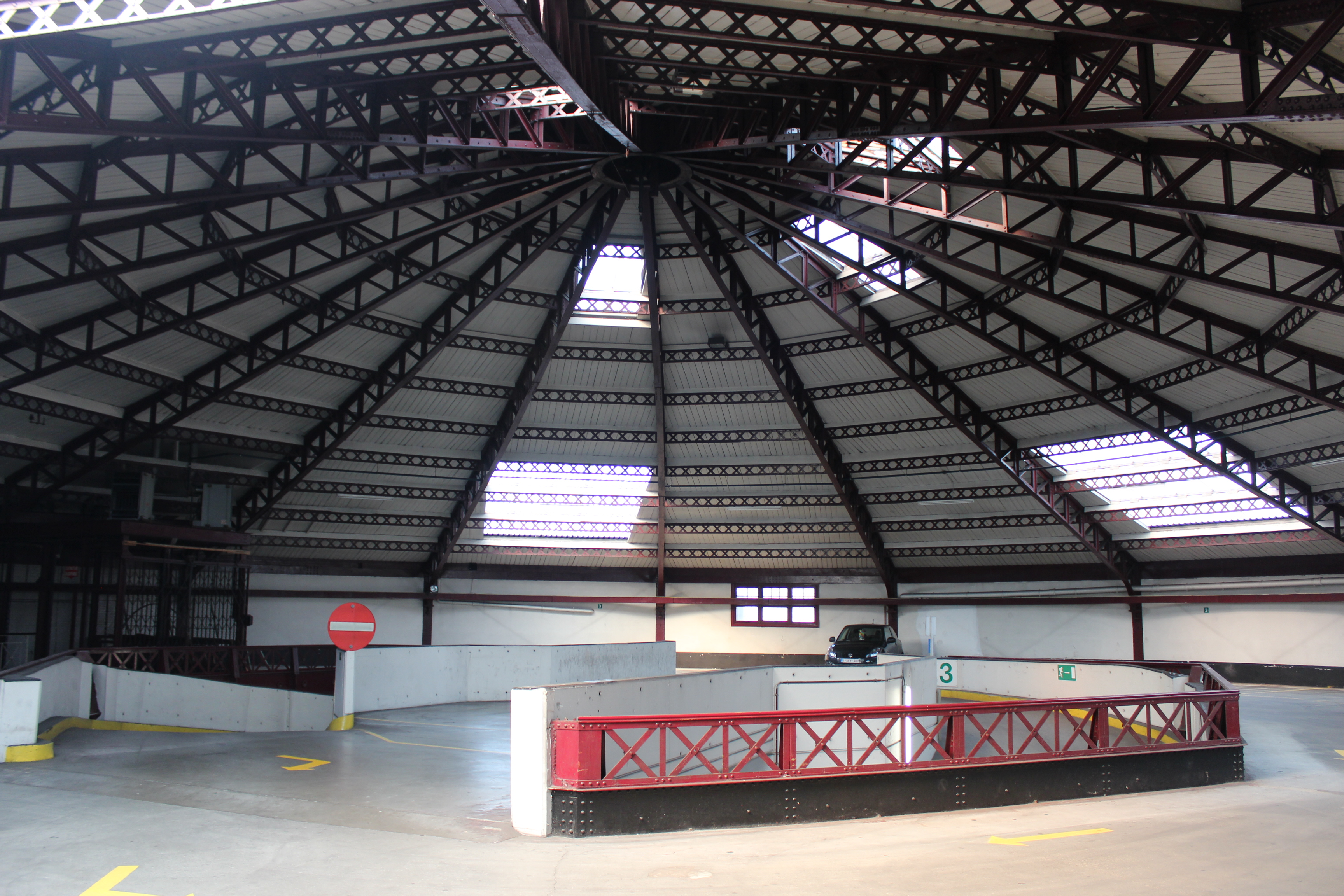
Het ijzeren gebinte en de lantaarn, zichtbaar op de derde verdieping. Ook het ophangsysteem voor de panorama's is nog aanwezig.

De rotonde Castellani is een gebouw in Brussel uit 1879, gemaakt voor het tentoonstellen van panoramische schilderijen en in 1924 omgebouwd tot parkeergarage. Het gebouw is een ontwerp van architect Henri Rieck en genoemd naar de panoramaschilder Charles Castellani. Bij besluit van 23 januari 2003 is het beschermd.

## Geschiedenis
Vóór de opkomst van de cinema was er een mode van illusionistische panoramaschilderijen waarin de toeschouwers zich als het ware konden onderdompelen. In Brussel besloot de Société anonyme du panorama national om deze markt aan te boren met een speciaal ontworpen gebouw. Via een ingang door eclectische panden in de Maurice Lemonnierlaan kwamen bezoekers in een zestienzijdige constructie midden in een huizenblok, 15 meter hoog en 120 meter in omtrek. In het zelfdragende ijzeren dak had Rieck een lichtkoepel verwerkt die voor mooi, indirect licht zorgde. Naast de belichting zorgden ook accessoires voor het theatrale effect op de rondwandelende bezoekers. Ze waren opgesteld in de voorgrond op een hellend vlak.
Bij de opening in 1881 was de Slag bij Waterloo van Charles Castellani te zien. Opvolgers hadden als thema de Zoeloe-oorlog en de laatste dagen van Pompeï. Door slecht beheer sloot de uitbater het gebouw in 1888. Vervoersfirma Van Gend & Loos nam er in 1910 haar intrek. Nadien was er een circus en vanaf 1920 terug een panorama (de Slag bij de IJzer van Alfred Bastien). Het trok 750.000 bezoekers en verhuisde dan naar Oostende. De firma Plasman transformeerde de rotonde in 1924 tot een parkeergarage met vier betonplaten en twee autoliften.